# Les Amours d'un zombi
Pour plus de détails, voir Fiche technique et Distribution.
Les Amours d'un zombi est une comédie haïtienne réalisée par Arnold Antonin et sortie en 2010.

## Fiche technique
- Titre original : Les Amours d'un zombi[1]
- Réalisation : Arnold Antonin
- Scénario : Arnold Antonin, Gary Victor
- Photographie : Hyacinthe Combary
- Montage : Yves-Edouard Sévère
- Musique : Buyu Ambroise, Félix Lecourtois
- Sociétés de production : Centre Pétion-Bolivar
- Pays de production :  Haïti
- Langue originale : français
- Format : couleurs
- Genre : comédie
- Durée : 91 minutes
- Dates de sortie : 
  - France : 13 novembre 2010

## Distribution
- Gessica Généus
- Réginald Lubin
- Riché Kenskoff (ht)
- Ricardo Lefèvre (ht)
- Caroline Pierre